# 馮來聘
冯来聘（1579年—？），字道来，號若柟，浙江杭州府钱塘县人。明朝政治人物。

## 生平
萬曆二十八年（1600年）庚子科浙江鄉試舉人，天啓二年（1622年）壬戌科進士。吏部观政，三年授山东潍县知县，四年本省同考，七年本省同考，崇祯元年考选，授江西道御史，丁忧归。後復官山东道御史。